# ORP Sęp (1938)
Pour les articles homonymes, voir ORP Sęp.
L'ORP Sęp (en polonais vautour) est un sous-marin polonais de classe Orzeł qui participe aux débuts de la Seconde Guerre mondiale.

## Histoire opérationnelle
Construit au chantier naval Rotterdamsche Droogdok Maatschappij à Rotterdam
en 1938. Pour éviter d'éventuelles pressions exercées par les Allemands sur les Néerlandais afin d'éviter de livrer le sous-marin à la Marine Polonaise, le commandement polonais décide de le faire venir le plus tôt possible en Pologne. Le 2 avril 1939 le navire part sous pavillon néerlandais pour des essais en mer à Horten en Norvège avec l'équipage polonais et des techniciens hollandais à bord. Après les essais, l'équipage prend le contrôle du navire, hisse le pavillon polonais et quitte Horten pour rejoindre le destroyer ORP Burza en mer. Tout le personnel néerlandais sauf deux hommes est resté en Norvège. Le destroyer fournit au sous-marin l'équipage et des provisions supplémentaires. Finalement, Sęp escorté par Burza arrive à Gdynia le 18 avril 1939 où les deux derniers Néerlandais sont relâchés et regagnent leur pays. Les travaux de finition se poursuivent en Pologne avec les pièces en provenance des Pays-Bas mais ne sont pas terminés en septembre 1939. Pour cette raison, le sous-marin n'atteint que partiellement sa capacité de combat. Une visite à Rotterdam pour finir le montage a été prévue, mais le déclenchement de la guerre empêche sa réalisation.
Le 1er septembre 1939 il prend la mer dans le cadre de l'opération Worek, le lendemain il attaque le destroyer allemand Friedrich Ihn avec une torpille qui manque sa cible. Le destroyer répond avec des charges sous-marines qui endommagent le submersible polonais.
Le 3 septembre 1939 Sęp est attaqué par l'u-boot U-14, heureusement pour les Polonais, l'explosion prématurée de la torpille ne coule pas leur navire mais endommage la coque et le réservoir de carburant. Sęp continue sans succès de patrouiller la Baltique. Le 13 septembre 1939, il reçoit l'ordre de gagner l'Angleterre, en cas d'impossibilité de rallier le Royaume-Uni, il est autorisé à se faire interner en Suède. Malgré tous les dégâts subis par le sous-marin, son équipage décide de se rendre en Grande-Bretagne. Cependant l'état du Sęp s'aggrave, les fuites sont de plus en plus importantes et le temps de plongée dépasse 30 minutes. Dans ces circonstances, son commandant le komandor podporucznik Władysław Salamon prend la décision de se diriger vers la Suède. Le 17 septembre il se présente dans la rade de Stockholm et demande l'autorisation d'y entrer pour effectuer les réparations. Les dégâts sont si importants qu'il est impossible de les réparer dans le délai prévu par le droit international. Les autorités suédoises internent alors le sous-marin avec son équipage. Il passe le restant de la guerre à Vaxholm, tout comme l'ORP Ryś et l'ORP Żbik également internés.
Le 26 octobre 1945, Sęp revient en Pologne où il sert de navire-école. Entre avril et septembre 1946, il est modernisé, son canon de 105 mm est remplacé par le canon soviétique B24P de 100 mm (démonté en 1958) et les tubes lance-torpilles sont adaptés aux torpilles soviétiques.
Le 3 décembre 1964, une explosion se produit dans le compartiment des batteries, huit hommes périssent dans l'incendie. Après un an des travaux Sęp reprend du service, mais l'ordre de plonger n'est plus jamais donné.
L'ORP Sęp est retiré du service le 2 septembre 1969 pour être mis à la ferraille dans les années 1971 - 1972.

## Commandants
- komandor podporucznik Władysław Salamon[10]
- komandor podporucznik Bolesław Romanowski
- kapitan Bronisław Szul
- kapitan Henryk Pietraszkiewicz
- kapitan Marian Załoga
- kapitan Czesław Obrębski
- porucznik Jerzy Missima
- porucznik Ryszard Płużyczka
- kapitan Michał Zawadzki
- kapitan Lucjan Matysiak